# Bijaganita
El Bijaganita (IAST: Bījagaṇita) es un tratado de álgebra escrito por el matemático indio Bhaskara II. Es el segundo volumen de su obra principal, Siddhānta Shiromani, que en sánscrito significa "Corona de tratados", junto con el Lilāvati, el Grahaganita y el Golādhyāya.

## Contenido
El libro está dividido en seis partes, principalmente ecuaciones indeterminadas, ecuaciones cuadráticas, ecuaciones simples, y surds (problemas sobre raíces o sumas de raíces). Los contenidos son:
- Introducción
- Sobre ecuaciones simples
- Sobre ecuaciones cuadráticas
- Sobre ecuaciones que involucran cuestiones indeterminadas de primer grado
- Sobre ecuaciones que involucran cuestiones indeterminadas de segundo grado
- Sobre ecuaciones que involucran rectángulos

En el Bijaganita, Bhāskara II refinó la forma de generalización de Jayadeva del enfoque de Brahmagupta para resolver ecuaciones cuadráticas indeterminadas, incluida la ecuación de Pell que se conoce como método chakravala o método cíclico. El Bijaganita es el primer texto que reconoce que un número positivo tiene dos raíces cuadradas

## Traducciones
Las traducciones o ediciones del Bijaganita al inglés incluyen:
- 1817. Henry Thomas Colebrooke, Algebra, with Arithmetic and mensuration, from the Sanscrit of Brahmegupta and Bháscara
- 1813. Ata Allah ibn Ahmad Nadir Rashidi; Samuel Davis
- 1813. Strachey, Edward, Sir, 1812–1901
- Bhaskaracharya's Bijaganita and its English and Marathi Translation by Prof. S. K. Abhyankar

Dos notables eruditos de Varanasi, Sudhakar Dvivedi y Bapudeva Sastri estudiaron el Bijaganita en el siglo XIX.